# アニメ・特撮ソング
アニメ・特撮ソング（アニメ・とくさつソング）は、アニメソングと特撮作品で使用される主題歌や挿入歌などの総称。特撮・アニメソングとも言う。

## 概要
本来、テレビにおけるアニメおよび特撮は、製作方法の違いがあるだけの「子供向け」作品（「テレビまんが」）として、主題歌なども似通った作りとなっており、歌手も共通であった。そのため、アニメ・特撮ソング、または特撮・アニメソングと呼ばれる。両者まとめてアニメソング（アニソン）と呼ばれることもあり、特撮のそれを区別するために特撮ソングという名称も用いられる。1970年代のアニメブーム以前は、アニメソング、特撮ソングとも「まんがのうた」「テレビまんがのうた」などと呼ばれていた。
以前は子供の出せない音域は使わない制限があったとされる。
1980年代にはアニメと特撮は分化していったものの、作曲者や歌手ではその後もつながりが深い。
「宙明節」「宙明サウンド」で親しまれている渡辺宙明の場合、実写・特撮作品かアニメ作品かによる区別はしないという。